# Dahlak Kebr
Dahlak Kebr är en ö i Eritrea. Den ligger i den nordöstra delen av landet, 130 km öster om huvudstaden Asmara. Arean är 660 kvadratkilometer.
Terrängen på Dahlak Kebr är mycket platt. Öns högsta punkt är 58 meter över havet. Den sträcker sig 36,4 kilometer i nord-sydlig riktning, och 54,0 kilometer i öst-västlig riktning.